# Wikipedia tiếng Zulu
Wikipedia tiếng Zulu là một phiên bản Wikipedia, một bách khoa toàn thư mở. Bắt đầu vào tháng 11 năm 2003, nó đã có 186 bài viết vào ngày 13 tháng 5 năm 2009, và có 766 vào ngày 25 tháng 4 năm 2016, nó đã trở thành phiên bản Wikipedia lớn thứ 247 (giảm từ 221 vào ngày trước đó).
Nó có 11.665 bài viết vào tháng 7 2025 vào 46 người dùng đăng ký đang hoạt động.